# Аведик Исаакян
Аведик Исаакян (на арменски: Ավետիք Իսահակյան) е арменски поет, писател и общественик.

## Биография
Аведик Исаакян е роден през 1875 година в Александропол (днес Гюмри). След като завършва духовната академия в Ечмиадзин, следва философия и антропология в Лайпцигския университет. След завръщането си в Армения през 1895 година се включва в Арменската революционна федерация. През 1896 година е арестуван и прекарва една година в затвора в Ереван.
След освобождаването си Исаакян посещава лекции по литература и история на философията в Цюрихския университет. През 1902 година се връща в Армения, а след това се премества в Тифлис. През 1908 година отново е арестуван, заедно с други 158 арменски общественици, и остава половин година в затвора в Тифлис. Дълги години живее и твори в Париж и Венеция.
През 1911 година Аведик Исаакян заминава за Берлин, където се включва в група от арменски и германски интелектуалци, опитваща се да подтикне германското правителство да предприеме стъпки в защита на арменците в Османската империя. Последвалият Арменски геноцид се превръща в основна тема на публицистиката и лириката му.
Исаакян се връща в Армения през 1936 година и става председател на казионния Съюз на писателите. От 1943 година е академик на Арменската академия на науките, а през 1946 година получава Сталинска награда, избиран е за депутат в парламента на Арменската съветска социалистическа република.
Аведик Исаакян умира през 1957 година в Ереван.

## Творби
- „Абу Лала Махари“ – поема